# Hemipristis
Hemipristis és un gènere de taurons de la família dels hemigaleids. Conté una espècie vivent, H. elongata, i diverses espècies extintes.
Hemipristis té dos tipus de dents diferents a cada part de la mandíbula. Les del maxil·lar superior actuen com a ganivets, tallant la carn de la presa, mentre que les punxegudes del maxil·lar inferior actuen com a forquilles, clavant-se a la presa i subjectant-la. Com que en el passat no se sabia gaire cosa sobre aquest tauró i les seves dents superiors i inferiors són tan diferents, antigament es classificaven les dents de dalt i de baix en gèneres diferents.

## Taxonomia
Vivent
- Hemipristis elongata

Fòssils
- Hemipristis lavigniensis
- Hemipristis paucidens
- Hemipristis serra
- Hemipristis wyattdurhami